# Okamuraea filipendula
Okamuraea filipendula là một loài Rêu trong họ Leucodontaceae. Loài này được Dixon ex Lazarenko mô tả khoa học đầu tiên năm 1945.